# Gibbérelline

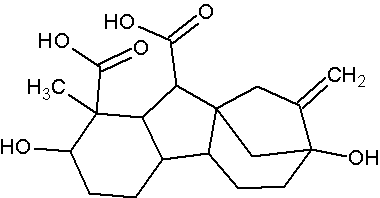
GA452D, la molécule de gibbérelline la plus commune.

Les gibbérellines (de Gibberella fujikuroi) sont une famille de phytohormones. Le composé actif est appelé acide gibbérellique. Les gibbérellines sont nommées G ou Ga suivi d'un nombre (de 1 à 110). La Ga3 est la mieux connue.

## Histoire
Les premières avancées dans la compréhension des gibbérellines ont été des développements dans le domaine de la phytopathologie. Les gibbérellines furent mises en évidence pour la première fois par les phytopathologiste Kenkichi Sawada en 1912 et le phytopathologiste  Eiichi Kurosawa en 1926. Les deux scientifiques recherchaient les causes de la maladie bakanae. Connue en japonais sous le nom de  « folie des semis », la maladie bakanae agit comme une hormone de croissance et provoque une hypertrophie. Les plantes touchées sont, au mieux, des panicules vides, qui ne produisent pas de grains comestibles ou elles sont incapables de supporter leur propre poids, se renversent, et meurent. Dans une publication de 1912, Sawada a émis l'hypothèse que la maladie était causée par le champignon Gibberella fujikuroi (Ascomycète parasite du riz). En 1926, Kurosawa publie un article fondateur qui confirme l'hypothèse de Sawada et montre que l'application de la substance produite par ce champignon provoquait aussi la croissance d'autres espèces que le riz. Entre 1935 et 1938, Teijiro Yabuta (1888-1977) isole et purifie la substance à l'origine de la maladie bakanae et lui donne le nom de gibbérelline. En 1954-55, des chimistes à l'Université de Tokyo déterminent la structure chimique de l'acide gibbérellique (GA3). La recherche sur les gibbérellines en dehors du Japon a commencé dans les années 1950, lorsque les travaux japonais et leur importance ont finalement été appréciés en Occident,.
L'intérêt pour les gibbérellines s'est répandu dans le monde entier à mesure que le potentiel de leur utilisation sur diverses plantes commercialement importantes devenait plus évident. Par exemple, en 1957, un professeur de viticulture à l'Université de Californie à Davis a rendu compte de résultats de tests montrant que la gibbérelline était utilisée dans la production de raisins, en particulier de raisins de table sans pépins Thompson. Cinq ans plus tard, tous les raisins de table sans pépins Thompson en Californie ont été pulvérisés avec de la gibbérelline au moment de la nouaison pour augmenter la taille des baies.

## Structure et voies de biosynthèse
C'est une famille de composés diterpéniques tétracycliques à 19 ou 20 atomes de carbone, formés par quatre unités isoprène (=bloc de 5 carbones). Il existe 130 gibbérellines différentes.
Les gibbérellines peuvent présenter des formes conjuguées (c'est-à-dire associées avec un sucre tel que le glucose). Les conjugaisons les désactivent en général, ceci afin soit de réguler leurs actions, soit de les mettre en réserve.
|  |  |

La synthèse se déroule au niveau des méristèmes, des bourgeons terminaux racinaires et caulinaires, des jeunes feuilles et de l'embryon.
La synthèse a lieu en trois étapes dans trois compartiments cellulaires :
- formation de précurseurs isoprénoïdes et d'ent-kaurène dans les plastes. L'unité d'isoprène basique est l'IPP (IsoPentenyl di-Phosphate), qui se forme dans les plastes des tissus photosynthétiques à partir de glycéraldéhyde-3-phosphate et de pyruvate, ou bien dans le cytosol des cellules des graines à partir d'acétyl-coenzyme A. Deux molécules d'IPP se condensent en une molécule de GPP (géranyl di-phosphate). S'ajoute encore une molécule d'IPP pour former le FPP (farnésyl diphosphate), et enfin une quatrième molécule donnera le GGPP (géranyl-géranyl diphosphate). Le GGPP subit alors des processus de cyclisation conduisant à la formation de l'ent-kaurène qui sort dans le cytosol.
- réactions d'oxydation dans le réticulum endoplasmique. Ces réactions sont menées par des enzymes monoxygénases dépendantes du cytochrome P450 associé à la membrane du réticulum. Le kaurène est transformé[5] en Ga12, première gibbérelline de la voie, précurseur de toutes les autres.
- synthèse de toutes les autres gibbérellines dans le cytosol, grâce à des dioxygénases solubles. S'opèrent des changements chimiques d'hydroxylation et d'oxydation. La Ga1 est la première gibbérelline active.

## Effets et utilisation
Expérimentalement, son inoculation dans le riz, ainsi que dans divers autres végétaux provoque une exaltation de la croissance. Les gibbérellines agissent essentiellement sur les cellules des entrenœuds qu’elles allongent. Elles contribuent également à la levée de la dormance des graines et au débourrement des bourgeons (levée de dormance). Ce faisant, elles s’opposent donc aux effets de l’acide abscissique. Elles peuvent décaler la mesure du temps chez les végétaux. Une fois l'embryon réhydraté, celui-ci fabrique cette hormone, stimulant ainsi la synthèse d'enzymes digestives qui hydrolysent les molécules stockées dans les tissus de réserve (albumen ou endosperme), la croissance de la plantule est initiée.
Les traitements aux gibbérellines se substituent aux jours longs et provoquent la floraison de plantes durant les jours courts de l'hiver. Elles induisent une masculinisation des fleurs et stimulent la croissance du fruit.
À la différence des auxines, les gibbérellines n'inhibent ni ne stimulent la croissance des racines.
Commercialement, les gibbérellines sont employées pour faire grossir les grains de raisin sans pépin, ou pour retarder la maturité des agrumes. Elles permettent aussi d'obtenir des fruits parthénocarpiques, davantage de malt pour la production de bière, ou plus de saccharose dans la canne à sucre.
Les DELLA, sont des protéines, répresseurs de l'action des gibbérellines. Elles inhibent la croissance, en partie par le blocage de la transcription de gènes. Les gibbérellines, quand elles sont présentes, déclenchent la protéolyse de la protéine DELLA.